# Roman Graf
Roman Graf (* 14. April 1978 in Winterthur) ist ein Schweizer Schriftsteller.

## Leben und Werk
Graf absolvierte eine Ausbildung zum Forstwart und arbeitete als Behindertenbetreuer, Journalist und Redakteur. Er studierte Medien und Publizistik an der Schule für Angewandte Linguistik (SAL) in Zürich und dann am Leipziger Literaturinstitut. Er veröffentlichte Lyrik und Prosa, seine Texte erschienen unter anderem in den Zeitschriften Akzente, Manuskripte und Entwürfe und im Jahrbuch der Lyrik; er leitete ausserdem eine Schreibwerkstatt mit Germanistikstudenten in Osijek, Kroatien. 2009 erschien Grafs erster Roman Herr Blanc. Er lebt als freier Autor in Berlin und der Schweiz.

## Auszeichnungen
- 2010: Förderpreis des Bremer Literaturpreises
- 2009: Mara-Cassens-Preis
- 2009: Literarische Auszeichnung der Stadt Zürich
- 2008: Studer/Ganz-Preis
- 2008: Schreibwerkstatt der Jürgen-Ponto-Stiftung am Herrenhaus Edenkoben
- 2007: Artist in Residence in der Villa Decius, Krakau/Polen 2007
- 2007: Aufenthaltsstipendium der Kulturstiftung des Freistaates Sachsen im Edith-Stein-Haus, Breslau/Polen, (Mai/Juni)
- 2013: Nominierung für den Schweizer Buchpreis, für Niedergang.[1]

## Werke
- Herr Blanc. Roman. Limmat Verlag, Zürich 2009, ISBN 978-3-85791-585-7. Taschenbuchausgabe: dtv, München 2011, ISBN 978-3-423-14028-7.
- Zur Irrfahrt verführt. Gedichte. Limmat Verlag, Zürich 2010, ISBN 978-3-85791-611-3.
- Niedergang. Roman. Knaus-Verlag, München 2013, ISBN 978-3-8135-0566-5.[2]
- Mädchen für Morris. Roman. Knaus-Verlag, München 2016, ISBN 978-3-8135-0571-9.
- Leben ihne Folgen. Roman, Wallstein, Göttingen 2024, ISBN 978-3-8353-5759-4.

### Interviews
- Interview mit Graf im Berliner Zimmer
- Interview mit Graf bei "sentinelpoetry"